# 1939년 전략 및 중요 물자 비축법
1939년 전략 및 중요 물자 비축법(영어: Strategic and Critical Materials Stock Piling Act of 1939)(50 USC § 98)은 미국의 공동 방어, 산업 수요 및 군사적 의무를 위한 전략 물자 공급 비축량을 설정하는 미국 연방법이다. 이 의회법은 미국 내에서 재고 처리, 순환 및 보관을 위한 원재료 비축량 취득을 승인한다.
이 상원 법안은 제76차 의회 회기에서 통과되었고, 제32대 미국 대통령 프랭클린 루스벨트에 의해 1939년 6월 7일에 법률로 제정되었다.

## 법의 조항
전략 전쟁 물자 연방법은 국가 비상사태 또는 미국의 국가 안보에 대한 위협이 발생할 경우 중요 물자 공급을 제공하는 7개 조항으로 구성되었다.
| 50 U.S.C. § 1 ~ | 정책 선언 |
| 50 U.S.C. § 2 ~ | 전략 및 중요 물자 결정 전략 및 중요 물자의 수량                                                                 |
| 50 U.S.C. § 3 ~ | 미국 재무부 국내 생산 또는 공급 부족 시 구매 노후화될 수 있는 물자 재고 교체 지출 및 물자 순환 방식 연간 보고서 |
| 50 U.S.C. § 4 ~ | 전략 및 중요 물자 사용 제한 전략 및 중요 물자 활용을 위한 대통령령                                              |
| 50 U.S.C. § 5 ~ | 미국 물자 구매 국내 원천 생산 및 배송 허용 기간                                                                 |
| 50 U.S.C. § 6 ~ | 1939-1943 회계연도 예산 승인                                                                                    |
| 50 U.S.C. § 7 ~ | 국내 광물 자원 개발 조사 저등급 매장량, 대체물 등의 처리 및 활용 1940-1943 회계연도 승인 자금 특정 부서 할당    |

## 미국 대통령의 승인 및 선언문
- Roosevelt, Franklin D. (1940년 2월 13일). “Franklin D. Roosevelt: "Letter on Appropriations for Strategic War Materials" - February 13, 1940”. 《The American Presidency Project》. University of California - Santa Barbara.
- Roosevelt, Franklin D. (1940년 7월 2일). “Franklin D. Roosevelt: "Proclamation No. 2413 - Prohibiting Unlicensed Export of War Materials and Strategic Raw Products" - July 2, 1940”. 《The American Presidency Project》. University of California - Santa Barbara.
- Roosevelt, Franklin D. (1944년 9월 29일). “The President, in a Letter to the Foreign Economic Administration, Defines Certain Policies to Be Followed After Defeat of Germany - September 29, 1944”. 《Internet Archive》. Washington, D.C.: National Archives and Records Service. 295–298쪽.
- Truman, Harry S. (1946년 7월 23일). “Statement by the President Upon Signing the Strategic and Critical Materials Stockpiling Act - July 23, 1946”. 《Internet Archive》. Washington, D.C.: National Archives and Records Service. 353–354쪽.
- Dwight D. Eisenhower: "Executive Order 10638 - Authorizing the Director of the Office of Defense Mobilization To Order the Release of Strategic and Critical Materials From Stock Piles in the Event of an Attack Upon the United States" - October 10, 1955 - 웨이백 머신 (보관됨 10월 22, 2015)
- Johnson, Lyndon B. (1965년 11월 18일). “Memorandum Approving the Release of Copper From the National Stockpile - November 18, 1965”. 《Internet Archive》. Washington, D.C.: National Archives and Records Service. 1119쪽.
- Carter, Jimmy E. (1979년 9월 10일). “Executive Order 12155 - Strategic and Critical Materials - September 10, 1979”. 《Internet Archive》. Washington, D.C.: National Archives and Records Service. 1620–1621쪽.
- Reagan, Ronald W. (1981년 3월 13일). “Statement on the National Defense Stockpile of Strategic and Critical Materials - March 13, 1981”. 《Internet Archive》. Washington, D.C.: National Archives and Records Service. 242쪽.
- Reagan, Ronald W. (1983년 5월 2일). “Executive Order 12417 - Strategic and Critical Materials - May 2, 1983”. 《Internet Archive》. Washington, D.C.: National Archives and Records Service. 632쪽.

## 1939년 전략 및 중요 물자법의 개정 및 승인
전략 및 중요 물자 비축법의 개정 및 승인 연장.
| 제정일           | 공법 번호   | 미국 회기별 법전 | 미국 법안 번호 | 미국 대통령 행정부 |
| ---------------- | ----------- | ---------------- | -------------- | ------------------ |
| 1946년 7월 23일  | P.L. 79-520 | 60 Stat. 596     | S. 752         | 해리 S. 트루먼     |
| 1961년 9월 21일  | P.L. 87-269 | 75 Stat. 566     | H.R. 7447      | 존 F. 케네디       |
| 1962년 9월 28일  | P.L. 87-720 | 76 Stat. 666     | H.R. 12416     | 존 F. 케네디       |
| 1963년 4월 9일   | P.L. 88-8   | 77 Stat. 6       | S. 1089        | 존 F. 케네디       |
| 1964년 7월 14일  | P.L. 88-373 | 78 Stat. 318     | H.R. 11257     | 린든 B. 존슨       |
| 1964년 7월 14일  | P.L. 88-374 | 78 Stat. 319     | H.R. 11004     | 린든 B. 존슨       |
| 1971년 11월 17일 | P.L. 92-156 | 85 Stat. 423     | H.R. 8687      | 리처드 M. 닉슨     |
| 1979년 7월 30일  | P.L. 96-41  | 93 Stat. 319     | H.R. 2154      | 지미 E. 카터       |
| 1979년 12월 29일 | P.L. 96-175 | 93 Stat. 1289    | H.R. 595       | 지미 E. 카터       |

## 같이 보기
| ☆ 버드 수정안 (1971)  | ☆ 2013년 국가 전략 및 중요 광물 생산법 |
| ☆ 국방 군수국         | ☆ 국가 전략 비축량                     |
| ☆ 국방 국가 비축 센터 | ☆ 전쟁 자산 관리국                     |
| ☆ 대외 경제국         | ☆ 전시비축물자                         |

## 전략 및 중요 물자 정보 자료
| ♦ “Current List of Strategic and Critical Materials for Stockpiling” [물자 비망록 V-1 ~ D457691]. 《Internet Archive》. Washington, D.C.: 미국 정부 인쇄국. 1955년 10월 3일.                                                                                 |
| ♦ Penner, Peter S.; Spek, Jaap K. (May 1976). “Stockpile Optimization: Energy and Versatility Considerations for Strategic and Critical Materials”. 《Internet Archive》. 일리노이 대학교 어배너-섐페인.                                                     |
| ♦ “Strategic and Critical Materials Stock Piling Act Revision” [H.R. 2154 ... 청문회: 제96대 미국 의회 제1회기 하원 군사위원회 산하 해군력 및 전략·중요 물자 소위원회]. 《HathiTrust Digital Library》. Washington, D.C.: 미국 정부 인쇄국. 1979년 2월 23일. |
| ♦ “Strategic and Critical Materials Stock Piling Act Revision” [S. 290에 대한 제96대 미국 의회 제1회기 상원 군사위원회 산하 군사 건설 및 비축 소위원회 청문회]. 《Internet Archive》. Washington, D.C.: 미국 정부 인쇄국. 1979년 3월 19일.                   |
| ♦ “DTIC ADA116716: The United States Strategic Stockpile of Critical Minerals and Our National Security”. 《Internet Archive》. 국방 기술 정보 센터. 1982년 4월 1일.                                                                                         |
| ♦ Gentleman, Susan M. (1985년 1월 10일). “Strategic Minerals and Materials”. 《Internet Archive》. 오타와, 캐나다: 의회 도서관. |
| ♦ “DTIC ADA361579: Strategic and Critical Materials Report to the Congress” [1997년 10월부터 1998년 9월까지 전략 및 중요 물자 비축법에 따른 운영]. 《Internet Archive》. 국방 기술 정보 센터. 1998.                                                          |
| ♦ “A: Stockpile History” [21세기 군대를 위한 물자 관리]. 《국립 과학, 공학, 의학 아카데미》. 워싱턴 D.C.: 내셔널 아카데미 프레스. 2008. 133–144쪽. |